# Dasyhelea hanoiensis
Dasyhelea hanoiensis är en tvåvingeart som beskrevs av Yu 2003. Dasyhelea hanoiensis ingår i släktet Dasyhelea och familjen svidknott.
Artens utbredningsområde är Vietnam. Inga underarter finns listade i Catalogue of Life.